# Anna Maria von Saldern
Anna Maria von Saldern (ca. 1738 – 1773 i Hamborg) var en holstensk adelsdame, søster til Carl Hinrich von Saldern-Günderoth.
Hun var eneste datter af diplomaten Caspar von Saldern og modtog samtidig med faderens ophøjelse i adelstanden i 1768 Ordenen de l'Union Parfaite.
Hun blev i 1774 begravet i Bordesholm Klosterkirke.